# 「夢」〜ムゲンノカナタ〜
「「夢」〜ムゲンノカナタ〜」（ゆめ・ムゲンノカナタ）は、日本のヴィジュアル系ロックバンド・ViViDのメジャー1作目（通算5作目）のシングル。

## 概要
- 前作「PRECIOUS」から約6か月ぶりのシングルにして、メジャーデビュー作品[1]。
- 表題曲はアニメ『レベルE』のエンディングテーマ及びテレビ東京系列『Vの流儀』のオープニングテーマに起用され、自身初のアニメタイアップとなった[2]。
- 初回生産限定盤Aと初回生産限定盤B、スペシャルボーナストラック盤の3形態で発売された。初回生産限定盤Aには特典として表題曲のミュージック・ビデオと2010年8月8日にSHIBUYA-AXで開催されたワンマンライブ『Day of Awaking』から「Across The Border」「PRECIOUS」「Dear」のライブ映像を収録したDVDが、初回生産限定盤Bには特典として表題曲のミュージック・ビデオと、「Take-off」のドキュメントミュージック・ビデオとSHIBUYA-AXでのライブ映像を収録したDVDが同梱された。
- オリコンチャート初登場6位を獲得。初のトップ10入りを記録した。

## 収録曲
| 全作詞: シン、全編曲: ViViD、宅見将典。 |                              |           |           |                    |      |
| #                                       | タイトル                     | 作詞      | 作曲      | スクラッチアレンジ | 時間 |
| 1.                                      | 「「夢」〜ムゲンノカナタ〜」 | シン      | 零乃      | DJ NON             | 3:48 |
| 2.                                      | 「Rem」                      | シン      | 怜我      |                    | 3:43 |
| 3.                                      | 「risk」                     | シン      | ViViD     |                    | 4:05 |
| 合計時間:                               | 合計時間:                    | 合計時間: | 合計時間: | 11:36              |      |

### 解説
1. 「夢」〜ムゲンノカナタ〜
零乃はこの楽曲を制作する際、メジャーデビューだから大衆性を意識してポップなものにしようとするのではなく、バンドのコンセプトであるメロディック・ミクスチャー・ロックを表現する名刺代わりになる楽曲を意識したという。歌詞は今回のメジャーデビューに沿って誰にでもある夢の無限の可能性をテーマに書かれている。また、タイトルは最後に付けられたが、シン曰く「表記を漢字と片仮名にすることで、ミクスチャーらしさを出したかった」という[3]。
この楽曲では、イヴは初の試みとしてベースのチューニングを普段の半音下げから一音下げに変更している[3]。
2. Rem
3. risk
スペシャルボーナストラック盤にのみ収録されている。

## 参加ミュージシャン
ViViD
- シン：Vocal
- 零乃：Guitar
- 怜我：Guitar
- イヴ：Bass
- Ko-ki：Drums

## タイアップ
- テレビ東京系列アニメ『レベルE』エンディングテーマ (#1)
- テレビ東京系列音楽番組『Vの流儀』2011年1月度オープニングテーマ (#1)

## 収録アルバム
- INFINITY (#1)
- ViViD THE BEST (#1,2,3)
- 週刊少年ジャンプ50th Anniversary BEST ANIME MIX vol.1 (#1)